# Лебединское (Житомирская область)
Лебединское (укр. Лебединське, до 2024 года — Першотравневое) — посёлок, входит в Ружинский район Житомирской области Украины.
Посёлок известен с 1926 года как хозяйство, филия совхоза Радзивилловское. В 1941 году упомянуто как Держгосп. С 7 июня 1946 года — хутор Вербовка. Современное название — с 8 апреля 1963 года.
Население по переписи 2001 года составляло 176 человек. Почтовый индекс — 13622. Телефонный код — 4138. Занимает площадь 0,619 км². Код КОАТУУ — 1825284402.

## Происхождение названия
Село было названо в честь праздника весны и труда Первомая, отмечаемого в различных странах 1 мая; в СССР он назывался Международным днём солидарности трудящихся.
На территории Украиской ССР имелись 50 населённых населённых пунктов с названием Першотравневое и 27 — с названием Первомайское.

## Местный совет
13622, Житомирська обл., Ружинський р-н, с. Мала Чернявка, вул. Хрустицького,12